# Округ Рок Ајланд (Илиноис)
Округ Рок Ајланд (енгл. Rock Island County) је округ у америчкој савезној држави Илиноис.

## Демографија
По попису из 2010. године број становника је 147.546, што је 1.828 (-1,2%) становника мање 2000. године.
| Група             | 2000.           | 2010.           |
| Белци             | 121.705 (81,5%) | 111.764 (75,7%) |
| Афроамериканци    | 11.260 (7,5%)   | 13.289 (9,0%)   |
| Азијати           | 1.524 (1,0%)    | 2.419 (1,6%)    |
| Хиспаноамериканци | 12.791 (8,6%)   | 17.118 (11,6%)  |
| Укупно            | 149.374         | 147.546         |